# Atelognathus nitoi
Atelognathus nitoi är en groddjursart som först beskrevs av Barrio 1973.  Atelognathus nitoi ingår i släktet Atelognathus och familjen Ceratophryidae. Inga underarter finns listade.
Denna groda förekommer i en liten bergsregion i provinsen Río Negro i västra Argentina. Den lever i Anderna mellan 1300 och 1550 meter över havet. Exemplaren vistas i fuktiga skogar och träskmarker som domineras av Nothofagus pumilio. De fortplantar sig under våren. Honor lägger 50 till 300 ägg i pölar.
Beståndet hotas av bränder och av betande husdjur som förändrar landskapet. Delar av regionen är skyddszon. IUCN kategoriserar arten globalt som sårbar.